# Ragbi klub Herceg
Ragbi klub Herceg je bosanskohercegovački ragbi klub iz Mostara.
Osnovan je 13. listopada 2011. godine. Djeluje unutar Sportske udruge studenata Studentskog centra hrvatskog Sveučilišta u Mostaru.) Udruga radi na načelu američkih sveučilišta. Košarkašima i drugim športašima omogućeno je usporedno baviti se športom i studirati na mostarskom Sveučilištu, besplatan smještaj i tri obroka, korištenja fitnesa, te maksimalnog prilagođavanja njihovim studentskim obvezama u Studentskom centru u Mostaru, na glasu kao daleko najbolji studentski dom u BiH
Klub je osnovala skupina prijatelja koja nikad prije nije imala dodira s ragbijem. Herceg se natječe u nacionalnim ligama Bosne i Hercegovine te regionalne lige u ragbiju 7 Adria 7s, čiji su suosnivači. Domaće utakmice igraju na stadionu Raštani u Raštanima.

## Vanjske poveznice
- Rugby Club Herceg, Facebook
- Prvi.tv  Arhivirana inačica izvorne stranice od 24. kolovoza 2017. (Wayback Machine) T. R.: Predstavljamo Ragbi klub Herceg iz Mostara, 6. lipnja 2016.
- Sportska udruga studenata Studentskog centra Sveučilišta u Mostaru  Arhivirana inačica izvorne stranice od 27. rujna 2017. (Wayback Machine) RK Herceg
- Klubovi u BiH Rugby.ba
- Ragbi u Mostar stiže na velika vrata  Arhivirana inačica izvorne stranice od 20. travnja 2017. (Wayback Machine) Bljesak.info
- Herceg treci u Vitezu  Arhivirana inačica izvorne stranice od 21. travnja 2017. (Wayback Machine) Bljesak.info